# 奥斯卡最佳影片奖
奥斯卡最佳影片奖（英語：Academy Award for Best Picture），是美国电影艺术与科学学院自1929年首次设立以来每年颁发的学院奖之一。该奖项颁发给电影制片人，是唯一一个每个奥斯卡成员都有资格提交提名并在最终选票上投票的类别。最佳影片奖通常是典礼当晚的最后颁发一个奖项，被广泛认为是典礼上最有声望的荣誉。

## 历史
奧斯卡第一屆時（1927-28年，於1929年頒發），「最佳影片」共有兩個獎項，一座「最傑出影片獎」（Outstanding picture）頒給了史詩片《鐵翼雄風》，另一座「傑出藝術作品獎」（Unique and Artistic Production）則頒給了藝術片《日出》。這兩座獎都是授予當年度最傑出的影片，其表現手法兩異但同樣為優秀的電影。而事實上，評審和片廠老闆們卻以他們的影響力來改變了影片的獲獎。米高梅老闆Louis B. Mayer就因不喜歡自己公司旗下導演金·維多所拍的《群众》的寫實手法，而無奈地將獎項頒給了《日出》。隔年，奧斯卡便改回僅授與單一部電影最佳影片獎，而《鐵翼雄風》總被誤作是頭一年度唯一的最佳影片。
經過多年的發展，於1944年起，奧斯卡將最佳影片獎的提名數限制在五部，2010年起又将提名影片数扩大到10部。
有人認為，非英語系的電影只會入圍最佳外語片，也就是說，只有相當少數的非英語電影，能夠因為其藝術價值，而獲入圍最佳外語片以外的其他獎項。因此，奧斯卡最佳影片獎幾乎可稱作是「奧斯卡最佳『英語』片獎」，直到2019年的韓國電影《寄生上流》才打破此紀錄，成為首部奪得最佳影片並同時獲得最佳外語片的非英語電影。除了《寄生上流》外，目前僅有十二部非英語電影曾獲得最佳影片獎的提名，包括：1938年《大幻影》、1969年《焦點新聞》、1972年《大移民》、1973年《哭泣與耳語》、1995年《邮差》、1998年、2000年《臥虎藏龍》、2006年、2012年《愛‧慕》、2018年的《羅馬》、2021年的《在車上》以及2022年的《西线无战事》。

### 獎項名稱演變
- 1927/28–1928/29: 最傑出影片（Outstanding Picture）
- 1929/30–1940: 最佳製作（Outstanding Production）
- 1941–1943: 最佳電影（Outstanding Motion Picture）
- 1944–1961: 最佳電影（Best Motion Picture）
- 1962–至今: 最佳影片（Best Picture）

### 獲獎者
到1950年（第35屆）為止，最佳影片是頒給製片公司，之後便改由製片人代表領獎；而在1998年第71屆最佳影片《莎翁情史》有五位獲獎製片人之後，奧斯卡便修改規則為一部電影至多三位製片人。
2020年起，最佳影片代表人的規則更明確定義為：
- 電影螢幕畫面有出現「製片人」（Producer 或 Produced by）的姓名，不可為監製（Executive Producer）、聯合製片人（Co-producer）、策劃（Associate Producer）、製片主任（Line Producer）等
- 製片人至多三位，且必須參與主要製片工作。若對製片人資格有爭議，將由美國製片人協會做判定。

但奧斯卡主辦單位美國影藝學院也會偶有特例，像是2008年第81屆入圍最佳影片的《為愛朗讀》就署名了四位製片人，但其中兩位（安东尼·明格拉和薛尼·波勒）都已於前一年過世。
山姆·史匹格和索爾·扎恩茲是目前獲獎次數最多的製片人（皆為三次），而史蒂芬·史匹柏是目前入圍最佳影片次數最多者（12次），並於1993年第66屆以《辛德勒的名單》獲頒最佳影片；凱斯琳·甘迺迪則是目前入圍次數最多（8次）但尚未獲獎的製片人。在製片公司代表領獎年代，米高梅影片公司是入圍最佳影片最多次的製片公司（40次）。

### 最佳影片與最佳導演
綜觀奧斯卡歷史，最佳影片與最佳導演有相當高的關連性。在至今94部最佳影片中，有67部亦獲頒最佳導演獎，只有6部影片並未入圍最佳導演，包括《鐵翼雄風》(1927/28)、《大飯店》(1931/32)、《溫馨接送情》(1989)、《亞果出任務》(2012)、《幸福綠皮書》(2018)、《樂動心旋律》(2021)。而史上只有兩位最佳導演得主的影片並未入圍最佳影片，分別為第一屆(1927/28)由路易·邁爾史東執導的《兩個阿拉伯騎士》，以及第二屆(1928/29)由弗兰克·劳埃德導演的《薄命花》。

### 入圍影片數變化
2009年6月24日，美國影藝學院宣布自2009年第82屆起，最佳影片入圍數量從5部增加為10部。許多評論者認為這是回應前一年《黑暗騎士》未能入圍最佳影片而招致批評所做的改變，但奧斯卡對此並未正式回應。奧斯卡的官方說法為這個改變是回到30和40年代，每屆最佳影片有8到12部入圍的規則，讓投票者有選擇更多優秀影片的機會。
此外，最佳影片的投票規則也由領先者當選（簡單多數制）改為排序複選制。
2011年，奧斯卡又再度修訂規則：入圍最佳影片的電影數為5部到10部之間，入圍影片必須拿到總票數5%以上的第一名選票，或是在可轉移單票制的轉移程序後達總票數5%以上的選票。
2021年，奧斯卡再次將最佳影片入圍數量修訂為10部影片，自2021年第94屆起適用。

### 所屬國家及語言
至今共有15部非英語電影曾入圍最佳影片：《大幻影》(法語，1938)、《大風暴》(法語，1969)、《大移民》(瑞典語，1972)、《呼喊與細語》(瑞典語，1973)、《邮差》(義大利語/西班牙語，1995)、《美麗人生》(義大利語，1998)、《臥虎藏龍》(華語,2000)、《來自硫磺島的信》(日語,2006)、《愛‧慕》(法語，2012)、《羅馬》(西班牙語/米斯特克語，2018)、《寄生上流》(韓語，2019)、《夢想之地》(韓語，2020)、《在車上》(日語，2021)、《西线无战事》（德語，2022)、《坠落的审判》（法语，2024）。僅《寄生上流》曾獲頒最佳影片。
此外，至今僅有10部美國以外出資製作的電影曾拿下最佳影片，前8部皆為(或部分由)英國出品，包括：《王子復仇記》(1948)、《湯姆瓊斯》(1963)、《良相佐國》(1966)、《火戰車》(1981)、《甘地》(1982)、《末代皇帝》(1987)、《貧民百萬富翁》(2008)以及《王者之聲：宣戰時刻》(2010)。另外2部則為法國出品的《大藝術家》(2011)及韓國出品的《寄生上流》(2019)

### 分級
自1968年美國電影分級制度開始以來，多數最佳影片被列限制級（R級，16歲以下須有家長或成人陪伴觀看），《孤雛淚》(1968)是唯一大眾級（G）的最佳影片，隔年的《午夜牛郎》則是唯一一部X級（16歲以上才可以觀看，現已更名為NC-17級）的最佳影片。另外有11部則列為保護級（GP級，後更名為PG級，建議由家長或成人陪伴觀看），1970年得主《巴頓將軍》即歸屬此級別。而隨著分級制度調整，電影所屬級別也隨之調整，例如《末代皇帝》(1987)便是第一部PG-13級（一些內容可能不適合13歲以下兒童觀看，家長須特別留意）的電影。

### 類型
綜觀奧斯卡歷史，某些電影類型較難獲得最佳影片的青睞。例如至今只有三部動畫片曾獲提名：《美女與野獸》(1991)、《天外奇蹟》(2009)、《玩具總動員3》(2010)，但都並未獲獎；卡通改編或超級英雄電影也只有兩部曾入圍（亦無獲獎）：《黑豹》(2018)和《小丑》(2019)；奇幻類型電影只有兩部曾獲獎，分別為《魔戒三部曲：王者再臨》(2003)和《水底情深》(2017)。《沉默的羔羊》(1991)是唯一一部獲頒最佳影片的驚悚電影，其他曾入圍的驚悚類型電影還包括《大法師》(1973)、《大白鯊》(1975)、《靈異第六感》(1999)、《黑天鵝》(2010)和《逃出絕命鎮》(2017)。至於科幻類型電影則有一部電影獲獎，是《奇異女俠玩救宇宙》，其餘曾入圍的電影包括：《發條橘子》(1971)、《星際大戰四部曲：曙光乍現》(1977)、《E.T.外星人》(1982)、《阿凡達》(2009)、《第九禁區》(2009)、《全面啟動》(2010)、《地心引力》(2013)、《雲端情人》(2013)、《瘋狂麥斯：憤怒道》(2015)、《絕地救援》(2015)、《異星入境》(2016)、《沙丘》(2021)
曾經獲獎的歌舞片則包括：《歌舞大王齊格飛》(1936)、《花都舞影》(1951)、《金粉世界》(1958)、《西城故事》(1961)、《窈窕淑女》(1964)、《真善美》(1965)、《孤雛淚》(1968)、《芝加哥》(2002)。

### 入圍和獲獎的續集電影
至今僅有兩部續集電影曾經獲獎：
- 《教父第二集》(1974)—前作為1972年《教父》，亦曾獲頒最佳影片；《教父第三集》(1990)亦曾入圍最佳影片。
- 《魔戒三部曲：王者再臨》(2003)—前作為2001年《魔戒首部曲：魔戒現身》及2002年《魔戒二部曲：雙城奇謀》，皆曾入圍最佳影片。

其他曾入圍的續集或非首創電影還包括：
- 《百老汇旋律1936》(1936)—其前作為第2届奥斯卡金像奖最佳影片《紅伶秘史》，但只有片名延用，劇情並無關連
- 《聖瑪麗的鐘聲》(1945)—其前作為1944年獲頒最佳影片的《與我同行》。
- 《黛妃與女皇》(2006)—為2003年英國電視影集《君子協定（英语：君子協定 (影集)）》的續作。
- 《來自硫磺島的信》(2006)—該片與同年稍早上映的《硫磺島的英雄們》皆同樣由克林·伊斯威特執導，兩片分別由美國及日本觀點敘述硫磺島戰役，合為「硫磺島計畫」二部曲。
- 《玩具總動員3》(2010)—該片為1995年《玩具總動員》衍伸的第三部作品。
- 《瘋狂麥斯：憤怒道》(2015)—該片為1979年《迷霧追魂手》衍伸的第四部作品。
- 《黑豹》(2018)—該片主角首次於2016年電影《美國隊長3：英雄內戰》登場，同時也是漫威電影宇宙的角色之一。
- 《阿凡達：水之道》(2022)— 該片為2009年《阿凡達》的續集。
- 《捍衛戰士：獨行俠》(2022)—該片為1986年《捍衛戰士》的續集。

另外，曾獲最佳影片的《沉默的羔羊》(1991)改編自湯瑪斯·哈里斯的同名小說，其前作【紅色龍】也曾於1986年改編為電影《1987大懸案》以及2002年的《紅龍》。

### 入圍和獲獎的翻拍電影
至今曾經獲獎的翻拍電影包括：
- 《賓漢》(1959)—翻拍1925年默片版的《賓漢（英语：賓漢 (1925年)）》（兩部皆改編自小說《賓漢：基督的故事（英语：Ben-Hur: A Tale of the Christ）》）
- 《神鬼無間》(2006)—翻拍2002年香港電影《無間道》，也是第一部翻拍非英語電影而獲獎的最佳影片
- 《樂動心旋律》(2021)—翻拍2014年法國電影《貝禮一家》

其他曾入圍的翻拍或同素材翻拍的電影還包括：
- 《叛艦喋血記》(1962)—翻拍1935年《叛艦喋血記》，也是首部已獲頒最佳影片獎的重拍片
- 《埃及豔后》(1963)—翻拍1934年《埃及豔后（英语：Cleopatra (1934 film)）》
- 《一個巨星的誕生》(2018)—翻拍1937年《星海浮沉錄》
- 《她們》(2019)—翻拍1933年《小婦人》
- 《真實的勇氣》(2010)—翻拍1969年《大地驚雷》
- 《沙丘》(2021)—翻拍1984年《沙丘魔堡》
- 《夜路》(2021)—翻拍1947年《玉面情魔（英语：Nightmare Alley (1947 film)）》
- 《西城故事》(2021)—翻拍1961年《西城故事》
- 《西线无战事》(2022)—翻拍1930年《西线无战事》

### 默片和黑白電影
第1屆奧斯卡的最佳影片（Outstanding picture）是默片《鐵翼雄風》，第二屆之後的最佳影片就全為有聲電影，直到2011年第84屆得主《大藝術家》才又再次頒給了默片；此外該片也是1960年第33屆得主《公寓春光》之後，再次出現獲頒最佳影片的全黑白電影（1993年第66屆得主《辛德勒的名單》雖全片幾乎為黑白畫面，但仍有部分彩色畫面片段）。

### 入圍和獲獎影片存佚
除了少數影片至今留存版本已和當年上映時有所差異（例如《西線無戰事》和《阿拉伯的劳伦斯》等），所有獲頒最佳影片至今皆有留存。第2屆最佳影片入圍影片《爱国男儿》是目前唯一一部散失的入圍電影（目前僅留存三分之一）。第1屆入圍最佳影片的《非法圖利》也曾遺失多年，但後來在霍华德·休斯的收藏裡被找到。

### 頒獎典禮失誤
2017年第89屆奧斯卡金像獎頒發最佳影片時出現了重大失誤。當典禮進行到最後一個獎項最佳影片時，工作人员将最佳女主角奖项的备份结果信封误交给颁奖嘉宾華倫·比提和費·唐娜薇，比提打開信封後犹豫数秒，將信封交給唐娜薇，唐娜薇念出最佳影片獎得主是《樂來越愛你》。在該片製片人發表感言的過程中，後台普华永道工作人员发现給错了信封，立即上台告知剧组真正得主是《月光下的藍色男孩》。《樂來越愛你》制作人乔丹·霍洛维茨向观众宣布这一结果，展示了正确信封中的结果并请《月光下的藍色男孩》剧组登台领奖。

## 获奖与提名
除有國旗標誌注明外，語言皆為英語，出品國不另標示。显示的年份为电影摄制年份，如1967年即意为1968年颁发的奥斯卡给1967年摄制的电影。

### 1920年代
最佳作品奖（Best Production）
1927-28年   
- 《铁翼雄风》（Wings）
  - 《非法图利》（The Racket）
  - 《第七天堂》（Seventh Heaven）

杰出艺术作品最佳影片奖（Best Picture, Unique and Artistic Production），又称最佳艺术质量作品奖(Best Artistic Quality of Production)   
1927-28年   
- 《日出》（Sunrise）
  - 《象》（Chang）
  - 《群众》（The Crowd）

最佳制作奖(Best Production)   
1928-29年   
- 《红伶秘史》（The Broadway Melody）
  - 《假象（英语：Alibi (1929 film)）》（Alibi）
  - 《1929好莱坞滑稽剧》（The Hollywood Revue of 1929)
  - 《亚利桑那剑侠》（In Old Arizona）
  - 《決戰時刻（英语：The Patriot (1928 film)）》（The Patriot）

### 1930年代
1929-30年
- 《西線無戰事》（All Quiet on the Western Front）
  - 《牢狱鸳》（The Big House）
  - 《英宫外史》（Disraeli）
  - 《弃妇怨》（The Divorcee）
  - 《璇宫艳史》（The Love Parade）

以下獎項名稱改為最佳電影(Best Picture)
1930-31年
- 《壮志千秋》（Cimarron）
  - 《空谷兰》(East Lynne)
  - 《犯罪的都市》（The Front Page）
  - 《淘哥儿》（Skippy）
  - 《大探险》（Trader Horn）

1931-32年
- 《大饭店》（Grand Hotel）
  - 《亚罗史密斯》(Arrowsmith)
  - 《難測女人心》（Bad Girl）
  - 《舐犊情深》（The Champ）
  - 《最后的五颗星》(Five Star Final)
  - 《红楼艳史》(One Hour with You)
  - 《上海快车》（Shanghai Express）
  - 《駙馬艷史》(The Smiling Lieutenant)

1932-33年
- 《氣壯山河》（Cavalcade）
  - 《第四十二街》（42nd Street）
  - 《告别武器》（A Farewell to Arms）
  - 《逃亡》（I Am a Fugitive from a Chain Gang）
  - 《一日贵妇》（Lady for a Day）
  - 《小婦人》（Little Women）
  - 《亨利八世的私生活》（The Private Life of Henry VIII）
  - 《侬本多情》（She Done Him Wrong）
  - 《永遠的微笑》(Smilin' Through)
  - 《爱州博览会》（State Fair）

1934年
- 《一夜风流》（It Happened One Night）
  - 《红楼春怨》（The Barretts of Wimpole Street）
  - 《埃及艳后》（Cleopatra）
  - 《調情漫步》(Flirtation Walk)
  - 《妳的樣子》（The Gay Divorcee）
  - 《海军要来》(Here Comes the Navy)
  - 《罗斯柴尔德家族》(The House of Rothschild)
  - 《春风秋雨》（Imitation of Life）
  - 《蝴蝶美人》（One Night of Love）
  - 《瘦子》（The Thin Man）
  - 《自由万岁》（Viva Villa!）
  - 《白色遊行》(The White Parade)

1935年
- 《叛艦喋血記》（Mutiny on the Bounty）
  - 《爱丽丝·亚当斯》（Alice Adams）
  - 《1936百老汇旋律》(Broadway Melody of 1936)
  - 《鐵血船長》（Captain Blood）
  - 《塊肉餘生記》（David Copperfield the Younger）
  - 《告密者》（The Informer）
  - 《抗敌英雄》（The Lives of a Bengal Lancer）
  - 《仲夏夜之梦》（A Midsummer Night's Dream)
  - 《悲惨世界》（Les Misérables)
  - 《淘气的玛丽达》（Naughty Marietta）
  - 《风雨血痕》（Ruggles of Red Gap）
  - 《礼帽》（Top Hat）

1936年
- 《歌舞大王齐格飞》（The Great Ziegfeld）
  - 《风流世家》（Anthony Adverse）
  - 《孔雀夫人》（Dodsworth）
  - 《假戏真做》（Libeled Lady）
  - 《富貴浮雲》（Mr. Deeds Goes to Town）
  - 《铸情》（Romeo and Juliet）
  - 《火烧旧金山》（San Francisco）
  - 《万世流芳》（The Story of Louis Pasteur）
  - 《双城记》（A Tale of Two Cities）
  - 《春闺三凤》（Three Smart Girls）

1937年
- 《左拉传》（The Life of Emile Zola）
  - 《春闺风月》（The Awful Truth）
  - 《怒海余生》（Captains Courageous）
  - 《死角》（Dead End）
  - 《大地》（The Good Earth）
  - 《芝加哥大火记》（In Old Chicago）
  - 《消失的地平线》（Lost Horizon）
  - 《丹凤还阳》 (One Hundred Men and a Girl)
  - 《摘星梦难圆》（Stage Door）
  - 《星梦泪痕》（A Star Is Born）

1938年
- 《浮生若梦》（You Can't Take it With You）
  - 《羅賓漢冒險記》（The Adventures of Robin Hood）
  - 《亚历山大的爵士乐队》（Alexander's Ragtime Band）
  - 《孤儿乐园》（Boys Town）
  - 《堡壘》（The Citadel）
  - 《四千金》（Four Daughters）
  - 《大幻影》（La Grande illusion）  法語
  - 《红衫泪痕》（Jezebel）
  - 《窈窕淑女》（Pygmalion）
  - 《试飞员》（Test Pilot）

1939年
- 《乱世佳人》（Gone with the Wind）
  - 《黑暗的胜利》（Dark Victory）
  - 《万世师表》（Goodbye, Mr. Chips）
  - 《愛情事件》（Love Affair）
  - 《華府風雲》（Mr. Smith Goes to Washington）
  - 《妮诺契卡》（Ninotchka）
  - 《驛馬車》（Stagecoach）
  - 《人鼠之间》（Of Mice and Men）
  - 《绿野仙踪》（The Wizard of Oz）
  - 《呼嘯山莊》（Wuthering Heights）

### 1940年代
1940年 
- 蝴蝶梦 (Rebecca) - Selznick, 联美影片公司 - 大卫·O·塞尔兹尼克
  - 卿何遵命 (All This and Heaven Too) - 华纳兄弟影业公司 - 傑克·華納, 哈爾·沃里斯 和 David Lewis
  - 海外特派员 (Foreign Correspondent) - Wanger, 联美影片公司 - Walter Wanger
  - 愤怒的葡萄 (The Grapes of Wrath) - 二十世纪福克斯公司 - 达里尔·F·扎纳克 和 Nunnally Johnson
  - 大独裁者 (The Great Dictator) - Chaplin, 联美影片公司 - 查理·卓別林
  - 女人萬歲 (Kitty Foyle) - 雷电华影业公司 - David Hempstead
  - 香笺泪 (The Letter) - 华纳兄弟影业公司 - 哈爾·沃里斯
  - 风雨归舟 (The Long Voyage Home) - Argosy Wanger, 联美影片公司 - 約翰·福特
  - 我们的小镇 (Our Town) - Lesser, 联美影片公司 - Sol Lesser
  - 费城故事 (The Philadelphia Story)- 米高梅影片公司 - 约瑟夫·曼凯维奇

1941年
- 翡翠谷 (How Green Was My Valley) - 二十世纪福克斯公司 - 达里尔·F·扎纳克
  - 落花飘零 (Blossoms in the Dust) - 米高梅影片公司 - Irving Asher
  - 大國民 (Citizen Kane) - 雷电华影业公司 - 奧森·威爾斯
  - 太虛道人 (Here Comes Mr. Jordan) - 哥伦比亚影业公司 - Everett Riskin
  - 難捨黎明 (Hold Back the Dawn) - 派拉蒙影业公司 - Arthur Hornblow, Jr.
  - 小狐狸 (The Little Foxes) - Goldwyn, 雷电华影业公司 - Samuel Goldwyn
  - 枭巢喋血战 (The Maltese Falcon) - 华纳兄弟影业公司 - 哈爾·沃里斯
  - 一步登天(One Foot in Heaven) - 华纳兄弟影业公司 - 哈爾·沃里斯
  - 约克军曹 (Sergeant York) - 华纳兄弟影业公司 - Jesse L. Lasky 和 哈爾·沃里斯
  - 深闺疑云 (Suspicion) - 雷电华影业公司 - 亞佛烈德·希區考克

1942年
- 忠勇之家 (Mrs. Miniver) - 米高梅影片公司 - Sidney Franklin
  - 魔影袭人来 (Forty-Ninth Parallel)- Ortus, 哥伦比亚影业公司 (英国) - 麥可·鮑爾
  - 金石盟(Kings Row) - 华纳兄弟影业公司 - 哈爾·沃里斯
  - 安培逊大族 (The Magnificent Ambersons) - Mercury, 雷电华影业公司 - 奧森·威爾斯
  - 冲出敌占区 (The Pied Piper) - 二十世纪福克斯公司 - Nunnally Johnson
  - 洋基的驕傲 (The Pride of the Yankees) - Goldwyn, 雷电华影业公司 - 塞繆爾·戈德溫
  - 鸳梦重温 (Random Harvest) - 米高梅影片公司 - Sidney Franklin
  - 城中頭條 (The Talk of the Town) - 哥伦比亚影业公司 - 喬治·史蒂文斯
  - 威克島之戰 (Wake Island) - 派拉蒙影业公司 - Joseph Sistrom
  - 胜利之歌 (Yankee Doodle Dandy) - 华纳兄弟影业公司 - 傑克·華納, 哈爾·沃里斯, William Cagney

1943年
- 北非谍影 (Casablanca) - 华纳兄弟影业公司 - 哈爾·沃里斯
  - 战地钟声 (For Whom the Bell Tolls) - 派拉蒙影业公司 - Sam Wood
  - 天堂可待 (Heaven Can Wait) - 二十世纪福克斯公司 - 恩斯特·劉別謙
  - 小镇的天空 (The Human Comedy) - 米高梅影片公司 - Clarence Brown
  - 与祖国同在 (In Which We Serve) - Two Cities, 联美影片公司(英国) - 诺埃尔·科沃德
  - 居里夫人 (Madame Curie) - 米高梅影片公司 - Sidney Franklin
  - 房東小姐 (The More the Merrier) - 哥伦比亚影业公司 - 喬治·史蒂文斯
  - 龙城风云 (The Ox-Bow Incident) - 二十世纪福克斯公司 - Lamar Trotti
  - 圣女之歌 (The Song of Bernadette) - 二十世纪福克斯公司 - William Perlberg
  - 守卫莱茵河 (Watch on the Rhine) - 华纳兄弟影业公司 - 哈爾·沃里斯

1944年
- 与我同行 (Going My Way) - 派拉蒙影业公司 - 李歐·麥卡瑞
  - 双重保险 (Double Indemnity) - 派拉蒙影业公司 - Joseph Sistrom
  - 煤气灯下 (Gaslight) - 米高梅影片公司 - Arthur Hornblow, Jr.
  - 自君别后 (Since You Went Away) - Selznick, 联美影片公司 - 大卫·O·塞尔兹尼克
  - 威尔逊总统传 (Wilson) - 二十世纪福克斯公司 - 达里尔·F·扎纳克

1945年 
- (The Lost Weekend) - 派拉蒙影业公司 - Charles Bracken
  - 翠鳳艶曲 (Anchors Aweigh) - 米高梅影片公司 - Joe Pasternak
  - 圣玛丽的钟声 (The Bells of St. Mary's) - Rainbow, 雷电华影业公司 - 李歐·麥卡瑞
  - 慾海情魔 (Mildred Pierce) - 华纳兄弟影业公司 - Jerry Wald
  - 意亂情迷 (Spellbound) - Selznick, 联美影片公司 - 大卫·O·塞尔兹尼克

1946年 
- 黄金时代 (The Best Years of Our Lives) - Goldwyn, 雷电华影业公司 - 塞繆爾·戈德溫
  - 亨利五世 (Henry V) - Rank-Two Cities, 联美影片公司 (英国) - 劳伦斯·奥利维尔
  - 風雲人物 (It's a Wonderful Life) - Liberty, 雷电华影业公司 - 法蘭克·卡普拉
  - 剃刀边缘 (The Razor's Edge) - 二十世纪福克斯公司 - 达里尔·F·扎纳克
  - 鹿苑长春 (The Yearling) - 米高梅影片公司 - Sidney Franklin

1947年
- 君子協定 (Gentleman's Agreement) - 二十世纪福克斯公司 - 达里尔·F·扎纳克
  - 仁慈天使 (The Bishop's Wife) - Goldwyn, 雷电华影业公司 - 塞繆爾·戈德溫
  - 双雄斗智 (Crossfire) - 雷电华影业公司 - Adrian Scott
  - 遠大前程 (Great Expectations) - Rank-Cineguild, U-I (英国) - Ronald Neame
  - 34街的奇蹟 (Miracle on 34th Street) - 二十世纪福克斯公司 - William Perlberg

1948年
- 哈姆雷特 (Hamlet) - J. Arthur Rank-Two Cities Films, U-I (英国) - 劳伦斯·奥利维尔
  - 心声泪影 (Johnny Belinda) - 华纳兄弟影业公司 - Jerry Wald
  - 红菱艳 (The Red Shoes) - Rank-Archers, Eagle-Lion (英国) - Michael Powell 和 Emeric Pressburger
  - 蛇穴 (The Snake Pit) - 二十世纪福克斯公司 - Anatole Litvak 和 Robert Bassler
  - 碧血金沙 (The Treasure of the Sierra Madre) - 华纳兄弟影业公司 - Henry Blanke

1949年 
- 當代奸雄 (All the King's Men) - Rossen, 哥伦比亚影业公司 - 罗伯特·罗森
  - 西線平魔 (Battleground) - 米高梅影片公司 - Dore Schary
  - 千金小姐 (The Heiress) - 派拉蒙影业公司 - 威廉·惠勒
  - 三妻艳史 (A Letter to Three Wives) - 二十世纪福克斯公司 - Sol C. Siegel
  - 晴空血战史 (Twelve O'Clock High) - 二十世纪福克斯公司 - 达里尔·F·扎纳克

### 1950年代
1950年
- 彗星美人 (All About Eve) - 二十世纪福克斯公司 - 达里尔·F·扎纳克
  - 绛帐海堂春 (Born Yesterday) - 哥伦比亚電影公司 - S. Sylvan Simon
  - 岳父大人 (Father of the Bride) - 米高梅影片公司 - Pandro S. Berman
  - 所罗門王宝藏 (King Solomon's Mines) - 米高梅影片公司 - 萨姆·津巴利斯特
  - 紅樓金粉 (Sunset Blvd.) - 派拉蒙影业公司 - Charles Brackett

1951年
- 花都舞影 (An American in Paris) - 米高梅影片公司 - Arthur Freed
  - 血战莱茵河 (Decision Before Dawn) - 二十世纪福克斯公司 - Anatole Litvak 和 Frank McCarthy
  - 郎心如铁 (A Place in the Sun) - 派拉蒙影业公司 - 喬治·史蒂文斯
  - 暴君焚城录 (Quo Vadis) - 米高梅影片公司 - 萨姆·津巴利斯特
  - 慾望街車 (A Streetcar Named Desire) - 华纳兄弟影业公司 - Charles K. Feldman

1952年
- 戲王之王 (The Greatest Show on Earth) - DeMille, 派拉蒙影业公司 - 塞西爾·德米爾
  - 日正當中 (High Noon) - 联美影片公司 - 斯坦利·克雷默
  - 劫后英雄传 (Ivanhoe) - 米高梅影片公司 - Pandro S. Berman
  - 青楼情孽 (Moulin Rouge) - 联美影片公司 - 約翰·休斯頓
  - 蓬門今始為君開 (The Quiet Man) - Argosy, Republic - 约翰·福特 和 Merian C. Cooper

1953年
- (From Here to Eternity) - 哥伦比亚影业公司 - 巴迪·阿德勒
  - 凱撒大帝 (Julius Caesar) - 米高梅影片公司 - 约翰·豪斯曼
  - 圣袍千秋 (The Robe) - 二十世纪福克斯公司 - Frank Ross
  - 羅馬假期 (Roman Holiday) - 派拉蒙影业公司 - 威廉·惠勒
  - 原野奇侠 (Shane) - 派拉蒙影业公司 - 喬治·史蒂文斯

1954年
- 岸上風雲 (On the Waterfront) - Horizon-American, 哥伦比亚電影公司 - 山姆·史匹格
  - 凯恩舰叛变 (The Caine Mutiny) - Kramer, 哥伦比亚影业公司 - 斯坦利·克雷默
  - 乡下姑娘 (The Country Girl) - Perlberg-Seaton, 派拉蒙影业公司 - William Perlberg
  - 七对佳偶 (Seven Brides for Seven Brothers) - 米高梅影片公司 - Jack Cummings
  - 羅馬之戀 (Three Coins in the Fountain) - 二十世纪福克斯公司 - Sol C. Siegel

1955年
- 馬蒂 (Marty) - Hecht-Lancaster, 联美影片公司 - Harold Hecht
  - 生死恋 (Love is a Many-Splendored Thing) -  二十世纪福克斯公司 - 巴迪·阿德勒
  - 罗伯茨先生 (Mister Roberts) - Orange, 华纳兄弟影业公司 - Leland Hayward
  - 野餐 (Picnic) - 哥伦比亚電影公司 - Fred Kohlmar
  - 玫瑰梦 (The Rose Tattoo) - Wallis, 派拉蒙影业公司 - 哈爾·沃里斯

1956年
- (Around the World in Eighty Days) - Todd, 联美影片公司 - Michael Todd
  - 四海一家 (Friendly Persuasion) - Allied Artists - 威廉·惠勒
  - 巨人 (Giant) - 华纳兄弟影业公司 - 喬治·史蒂文斯 和 Henry Ginsberg
  - 国王与我 (The King and I) - 二十世纪福克斯公司 - Charles Brackett
  - 十诫 (The Ten Commandments) - DeMille, 派拉蒙影业公司 - 塞西爾·德米爾

1957年
- 桂河大橋 (The Bridge on the River Kwai) - Horizon, 哥伦比亚電影公司 - 山姆·史匹格
  - 冷暖人间 (Peyton Place) -  二十世纪福克斯公司 - Jerry Wald
  - 樱花恋 (Sayonara) - Goetz, 华纳兄弟影业公司 - William Goetz
  - 十二怒汉 (12 Angry Men) - Orion-Nova, 联美影片公司 - 亨利·方達 和 Reginald Rose
  - 控方证人 (Witness for the Prosecution) -  联美影片公司 - Arthur Hornblow, Jr.

1958年
- 金粉世界 (Gigi) - 米高梅影片公司 - Arthur Freed
  - 欢乐梅姑 (Auntie Mame) - 华纳兄弟影业公司 - Jack L. Warner
  - 朱门巧妇 (Cat on a Hot Tin Roof) - 米高梅影片公司 - Lawrence Weingarten
  - 逃狱惊魂 (The Defiant Ones) - Kramer, 联美影片公司 - 斯坦利·克雷默
  - 鸳鸯谱 (Separate Tables) - Hecht-Hill-Lancaster, 联美影片公司 - Harold Hecht

1959年
- 賓漢 (Ben-Hur) - 米高梅影片公司 - 萨姆·津巴利斯特
  - 桃色血案 (Anatomy of a Murder) - Preminger, 哥伦比亚影业公司 - 奥托·普雷明格
  - 安妮日記 (The Diary of Anne Frank) - 二十世纪福克斯公司 - 喬治·史蒂文斯
  - 修女传 (The Nun's Story) - 华纳兄弟影业公司 - Henry Blanke
  - 金屋泪 (Room at the Top) - Romulus, Continental (英国) - John Woolf 和 James Woolf

### 1960年代
1960年
- 公寓春光 (The Apartment) - Mirisch, 联美影片公司 - 比利·懷德
  - 邊城英烈傳 (The Alamo) - Batjac, 联美影片公司 - 約翰·韋恩
  - 孽海癡魂 (Elmer Gantry) - Lancaster-Brooks, 联美影片公司 - Bernard Smith
  - 兒子與情人 (Sons and Lovers) - Wald, 二十世纪福克斯公司 - Jerry Wald
  - 夕阳西下 (The Sundowners) - 华纳兄弟影业公司 - 弗雷德·金尼曼

1961年
- 西城故事 (West Side Story) - Mirisch-B&P Enterprises, 联美影片公司 - 罗伯特·怀斯
  - 春宵花月夜 (Fanny) - Mannsfield, 华纳兄弟影业公司 - Joshue Logan
  - 纳瓦隆大炮 (The Guns of Navarone) - Foreman, 哥伦比亚影业公司 - Carl Foreman
  - 江湖浪子 (The Hustler) - Rossen, 二十世纪福克斯公司 - 罗伯特·罗森
  - 纽伦堡的审判 (Judgment at Nuremberg) - Kramer, 联美影片公司 - 斯坦利·克雷默

1962年
- 阿拉伯的劳伦斯 (Lawrence of Arabia) - Horizon-Spiegel-Lean, 哥伦比亚影业公司 - 山姆·史匹格
  - 最長的一日 (The Longest Day) - Zanuck, 二十世纪福克斯公司 - 达里尔·F·扎纳克
  - 欢乐音乐妙无穷 (The Music Man) - 华纳兄弟影业公司 - Morton DaCosta
  - 叛舰喋血记 (Mutiny on the Bounty) - Arcola, 米高梅影片公司 - Aaron Rosenberg
  - 梅岡城故事 (To Kill a Mockingbird) - Pakula, Mulligan, Brentwood, U-I - 艾倫·帕庫拉

1963年
- 汤姆·琼斯 (Tom Jones) - Woodfall, 联美影片公司-Lopert (英国) - 托尼·理查德森
  - 美国，美国 (America,America) - Athena, 华纳兄弟影业公司 - 伊利亚·卡赞
  - 埃及艳后 (Cleopatra) - Wanger, 二十世纪福克斯公司 - Walter Wanger
  - 西部开拓史 (How the West Was Won) - 米高梅影片公司 and Cinerama - Bernard Smith
  - 原野百合花 (Lilies of the Field) - Rainbow, 联美影片公司 - 拉尔夫·尼尔森

1964年
- 窈窕淑女 (My Fair Lady) - 华纳兄弟影业公司 - 杰克·华纳
  - 希臘佐巴 (Zorba the Greek) - Rochley, International Classics/二十世纪福克斯公司 - Michael Cacoyannis
  - 雄霸天下 (Becket) - Wallis, 派拉蒙影片公司 - 哈爾·沃里斯
  - 奇爱博士 (Dr. Strangelove or, How I Learned to Stop Worrying and Love the Bomb) - Hawk Films, 哥伦比亚影业公司 - 史丹利·庫柏力克
  - 欢乐满人间 (Mary Poppins) - 華特·迪士尼, 博伟 - 华特迪士尼公司, Bill Walsh

1965年
- 真善美 (The Sound of Music) - Argyle, 二十世纪福克斯公司 - 罗伯特·怀斯
  - 親愛的 (Darling) - Anglo-Amalgamated, Embassy (英国) - Joseph Janni
  - 齊瓦哥醫生 (Doctor Zhivago) - Ponti, 米高梅影片公司 - 卡洛·蓬蒂
  - 愚人船 (Ship of Fools) - Kramer, 哥伦比亚影业公司 - 斯坦利·克雷默
  - 一千个小丑 (A Thousand Clowns) - Harrell, 联美影片公司 - Fred Coe

1966年
- 良相佐國 (A Man for All Seasons) - Highland, 哥伦比亚影业公司 - 弗雷德·金尼曼
  - 阿飛外傳 (Alfie) - Sheldrake, 派拉蒙影片公司 (英国) - 路易斯·吉爾伯特
  - 蘇聯潛艇大鬧美國 (The Russians Are Coming, the Russians Are Coming) - Mirisch, 联美影片公司 - 诺曼·杰威森
  - 圣保罗号炮艇 (The Sand Pebbles) - Argyle-Solar, 二十世纪福克斯公司 - 罗伯特·怀斯
  - 灵欲春宵 (Who's Afraid of Virginia Woolf?) - Chenault, 华纳兄弟影业公司 - Ernest Lehman

1967年
- 惡夜追緝令 (In the Heat of the Night) - Mirisch, 联美影片公司 - 沃尔特·米里施
  - 我倆沒有明天 (Bonnie and Clyde) - Tatira-Hiller, 华纳兄弟影业公司-Seven Arts - 沃伦·比蒂
  - 杜立德医生 (Doctor Dolittle) - Apjac, 二十世纪福克斯公司 - Arthur P. Jacobs
  - 毕业生 (The Graduate) - Nichols-Turman, Embassy - Lawrence Turman
  - 誰來晚餐 (Guess Who's Coming to Dinner) - Kramer, 哥伦比亚影业公司 - 斯坦利·克雷默

1968年
- 孤雛淚 (Oliver!) - Romulus, 哥伦比亚影业公司 - John Woolf
  - 妙女郎 (Funny Girl) - Rastar, 哥伦比亚影业公司 - Ray Stark
  - 冬獅 (The Lion in Winter) - Hawarth, Avco Embassy - Martin Poll
  - 巧妇怨 (Rachel, Rachel) - Kayos, 华纳兄弟影业公司 - 保羅·紐曼
  - 殉情記 (Romeo and Juliet) - B.H.E.-Verona-De Laurentis, 派拉蒙影片公司 - Anthony Havelock-Allan, John Brabourne

1969年
- 午夜牛郎 (Midnight Cowboy) Hellman-Schlesinger, 联美影片公司 - Jerome Hellman
  - 安妮的一千日 (Anne of the Thousand Days) - Wallis, 环球影视公司 - 哈爾·沃里斯
  - 虎豹小霸王 (Butch Cassidy and the Sundance Kid) - Hill-Monash, 二十世纪福克斯公司 - John Foreman
  - 我愛紅娘 (Hello, Dolly!) - Chenault, 二十世纪福克斯公司 - Ernest Lehman
  - 大風暴 (Z) - Reggane Films-O.N.C.I.C., Cinema V (Algerian) - 雅克·贝汉, Ahmed Rachedi  法語

### 1970年代
1970年
- 巴頓將軍 (Patton) - Frank McCarthy
  - 国际机场 (Airport) - Ross Hunter
  - 浪蕩子 (Five Easy Pieces) - Bob Rafelson和Richard Wechsler
  - 爱情故事(Love Story) - Howard G. Minsky
  - 風流軍醫俏護士(MASH) - Ingo Preminger

1971年 
- 霹靂神探 (The French Connection) - Philip D'Antoni
  - 發條橘子 (A Clockwork Orange) - 斯坦利·库布里克
  - 屋頂上的提琴手 (Fiddler on the Roof) - 诺曼·杰威森
  - 最後一場電影 (The Last Picture Show) - Stephen J. Friedman
  - 宮廷秘史 (Nicholas and Alexandra) - 山姆·史匹格

1972年
- 教父 (The Godfather) - Albert S. Ruddy
  -  (Cabaret) - Cy Feuer
  - 激流四勇士 (Deliverance) - 約翰·鮑曼
  - 儿子离家时 (Sounder) - Robert B. Radnitz
  -  (The Emigrants) - Bengt Forslund  瑞典語

1973年
- 老千計狀元才 (The Sting) - Tony Bill, Julia Phillips, Michael Phillips
  - 美国风情画 (American Graffiti) - 弗朗西斯·科波拉和Gary Kurtz
  - 大法師 (The Exorcist) - 威廉·彼得·布拉蒂
  - 金屋夢痕 (A Touch of Class) - Melvin Frank
  - 哭泣与耳语 (Cries and Whispers) - 英格玛·伯格曼  瑞典語

1974年
- 教父2 (The Godfather, Part II) - 弗朗西斯·科波拉、Gray Frederickson和Fred Roos
  - 唐人街 (Chinatown) - 羅伯特·埃文斯
  - 竊聽大陰謀 (The Conversation) - 弗朗西斯·科波拉和Fred Roos
  - 連尼傳 (Lenny) - Marvin Worth
  - 火烧摩天楼 (The Towering Inferno) - Irwin Allen

1975年
- 飛越瘋人院 (One Flew Over the Cuckoo's Nest) - 邁克爾·道格拉斯和索尔·扎恩兹
  - 乱世儿女 (Barry Lyndon) - 斯坦利·库布里克
  - 熱天午後 (Dog Day Afternoon) - Martin Bregman
  - 大白鲨 (Jaws) - 理查·賽納克和David Brown
  -  (Nashville) - 勞勃·阿特曼

1976年
- 洛基 (Rocky) - Robert Chartoff, Irwin Winkler
  - 惊天大阴谋 (All the President's Men) - Walter Coblenz
  - 奔向光榮 (Bound for Glory) - Robert F. Blumofe, Harold Leventhal
  - 電視台風雲 (Network) - Howard Gottfried
  - 計程車司機 (Taxi Driver) - Julia Phillips, Michael Phillips

1977年
- 安妮霍爾 (Annie Hall) - Charles H. Joffe
  - 再见女郎 (The Goodbye Girl) - Ray Stark
  - 茱莉亚 (Julia) - Richard Roth
  - 星際大戰 (Star Wars) - Gary Kurtz
  - 轉捩點 (The Turning Point) - Herbert Ross, Arthur Laurents

1978年
- 越戰獵鹿人 (The Deer Hunter) - Barry Spikings, Michael Deeley, 迈克尔·西米诺和John Peverall
  - 歸返家園 (Coming Home) - Jerome Hellman
  - 上錯天堂投錯胎 (Heaven Can Wait) - 沃伦·比蒂
  - 午夜快车 (Midnight Express) - Alan Marshall, David Puttnam
  - 不結婚的女人 (An Unmarried Woman) - Paul Mazursky, Anthony Ray

1979年
- 克拉瑪對克拉瑪 (Kramer vs. Kramer) - Stanley R. Jaffe
  - 爵士春秋 (All That Jazz) - Robert Alan Aurthur
  - 现代启示录 (Apocalypse Now) - 弗朗西斯·科波拉、Gray Frederickson, Fred Roos, Tom Sternberg
  - 告別昨日 (Breaking Away) - 彼得·葉慈
  - 諾瑪蕊 (Norma Rae) - Tamara Asseyev, Alexandra Rose

### 1980年代
1980年
- 凡夫俗子  (Ordinary People) - Ronald L. Schwary
  - 矿工的女儿  (Coal Miner's Daughter) - Bernard Schwartz
  - 象人  (The Elephant Man) - Jonathan Sanger
  - 愤怒的公牛  (Raging Bull) - Robert Chartoff和Irwin Winkler
  - 黛絲姑娘  (Tess) - 克勞德·貝黎和Timothy Burrill

1981年
- 火戰車  (Chariots of Fire) - David Puttnam
  - 大西洋城  (Atlantic City) - Denis Héroux和John Kemeny
  - 金池塘  (On Golden Pond) - Bruce Gilbert
  - 法櫃奇兵  (Raiders of the Lost Ark) - 法蘭克·馬歇爾
  - 烽火赤焰萬里情  (Reds) - 華倫·比提

1982年
- 甘地傳  (Gandhi) - 李察·艾登堡
  - E.T.外星人  (E.T. the Extra-Terrestrial) - 斯蒂芬·斯皮尔伯格和凱斯琳·甘迺迪
  - 失蹤  (Missing) - Edward Lewis和Mildred Lewis
  - 窈窕淑男  (Tootsie) - 薛尼·波勒和Dick Richards
  - 大審判  (The Verdict) - David Brown和理查·賽納克

1983年
- 親密關係  (Terms of Endearment) - 詹姆士·L·布魯克斯
  - 大寒  (The Big Chill) - Michael Shamberg
  - 化妝師  (The Dresser) - 彼得·葉慈
  - 太空先鋒  (The Right Stuff) - Robert Chartoff和Irwin Winkler
  - 溫柔的慈悲  (Tender Mercies) - Philip S. Hobel

1984年 
- 阿瑪迪斯  (Amadeus) - 索尔·扎恩兹
  - 杀戮战场  (The Killing Fields) - David Puttnam
  - 印度之行  (A Passage to India) - John Brabourne和Richard Goodwin
  - 心田深處  (Places in the Heart) - Arlene Donovan
  - 大兵  (A Soldier's Story) - 諾曼·傑威森,Ronald L. Schwary和Patrick Palmer

1985年
- 遠離非洲  (Out of Africa) - 薛尼·波勒
  - 紫色姐妹花  (The Color Purple) - 斯蒂芬·斯皮尔伯格、凱斯琳·甘迺迪、法蘭克·馬歇爾和昆西·琼斯
  - 蜘蛛女之吻  (Kiss of the Spider Woman) - David Weisman
  - 現代教父  (Prizzi's Honor) - John Foreman
  - 證人  (Witness) - Edward S. Feldman

1986年
- 前進高棉  (Platoon) - Arnold Kopelson
  - 悲憐上帝的女兒  (Children of a Lesser God) - Burt Sugarman
  - 漢娜姐妹  (Hannah and Her Sisters) - Robert Greenhut
  - 教會  (The Mission) - Fernando Ghia和David Puttnam
  - 窗外有藍天  (A Room with a View) - 伊斯梅尔·莫香特

1987年
- 末代皇帝溥儀  (The Last Emperor) - Jeremy Thomas
  - 收播新聞  (Broadcast News) - 詹姆士·L·布魯克斯
  - 致命的吸引力  (Fatal Attraction) - Stanley R. Jaffe和雪莉·兰辛
  - 希望与荣耀  (Hope and Glory) - 約翰·鮑曼
  - 發暈  (Moonstruck) - 诺曼·杰威森和Patrick Palmer

1988年
- 雨人  (Rain Man) - Mark Johnson
  - 意外的旅客  (The Accidental Tourist) - Lawrence Kasdan,Charles Okun和Michael Grillo
  - 危險關係  (Dangerous Liaisons) - Norma Heyman和Hank Moonjean
  - 烈血大風暴  (Mississippi Burning) - Frederick Zollo和Robert F. Colesberry
  - 上班女郎  (Working Girl) - Douglas Wick

1989年
- 溫馨接送情  (Driving Miss Daisy) - 理查·賽納克和Lili Fini Zanuck
  - 七月四日誕生  (Born on the Fourth of July) - A. Kitman Ho和奧利華·史東
  - 春風化雨  (Dead Poets Society) - Steven Haft,Paul Junger Witt和Tony Thomas
  - 夢幻成真  (Field of Dreams) - Lawrence Gordon和Charles Gordon
  - 我的左腳  (My Left Foot) - Noel Pearson

### 1990年代
1990年
- 与狼共舞 (Dances With Wolves) - Orion Pictures - Jim Wilson和凯文·科斯特纳
  - 睡人 (Awakenings) -  哥伦比亚影业公司 - Walter F. Parkes和Lawrence Lasker
  - 第六感生死戀 (Ghost) - 派拉蒙影片公司 - Lisa Weinstein
  - 教父第三集 (The Godfather Part III) - 派拉蒙影片公司 - 弗朗西斯·科波拉
  - 四海好傢伙 (Goodfellas) - 华纳兄弟影业公司 - Irwin Winkler

1991年
- 沉默的羔羊 (The Silence of the Lambs) - Orion Pictures - Edward Saxon, Kenneth Utt, Ronald M. Bozman
  - 美女与野兽 (Beauty and the Beast) - 博伟影业公司 - Don Hahn
  - 豪情四海 (Bugsy) - 三星影業 - Mark Johnson、巴瑞·李文森和華倫·比提
  - 誰殺了甘迺迪 (JFK) - 华纳兄弟影业公司 - A. Kitman Ho和奧利佛·史東
  - 潮浪王子 (The Prince of Tides) - 哥伦比亚影业公司 - 芭芭拉·史翠珊和Andrew S. Karsch

1992年
- 殺無赦 (Unforgiven) - 华纳兄弟影业公司 - 克林·伊斯威特
  - 亂世浮生 (The Crying Game) - 米拉麥克斯影業 - Stephen Woolley
  - 義海雄風 (A Few Good Men) - 哥伦比亚影业公司司 - David Brown, 羅伯·雷納, Andrew Scheinman
  - 此情可问天 (Howards End) - 索尼经典影业公司 - 伊斯梅尔·莫香特
  - 女人香 (Scent of a Woman) - 环球影视公司 - 马丁·布莱斯特

1993年
- 辛德勒的名單 (Schindler's List) - 环球影视公司 - 史蒂芬·史匹柏, Gerald R. Molen, Branko Lustig
  - 絕命追殺令 (The Fugitive) - 华纳兄弟影业公司 - Arnold Kopelson
  - 以父之名 (In the Name of the Father) - 环球影视公司 - 吉姆·谢里丹
  - 鋼琴師和她的情人 (The Piano) - 米拉麥克斯影業 - Jan Chapman
  - 長日將盡 (The Remains of the Day) - 哥伦比亚影业公司 - 迈克·尼科尔斯, John Calley, 伊斯梅尔·莫香特

1994年
- 阿甘正传 (Forrest Gump) - 派拉蒙影片公司 - Wendy Finerman, Steve Starkey, Steve Tisch
  - 妳是我今生的新娘 (Four Weddings and a Funeral) - Gramercy Pictures - 邓肯·肯沃西
  - 黑色追緝令 (Pulp Fiction) - 米拉麥克斯影業 - Lawrence Bender
  - 益智遊戲 (Quiz Show) - 博伟影业公司 - Michael Jacobs, Julian Krainin, Michael Nozik, 勞勃·瑞福
  - 刺激1995 (The Shawshank Redemption) - 哥伦比亚影业公司 - Niki Marvin

1995年
- 梅爾吉勃遜之英雄本色 (Braveheart) - 派拉蒙影片公司 - 梅尔·吉布森, Alan Ladd Jr., Bruce Davey
  - 阿波罗13号 (Apollo 13) - 环球影视公司 - 布萊恩·葛瑟
  - 我不笨，所以我有話說 (Babe) - 环球影视公司 - 乔治·米勒, Doug Mitchell, Bill Miller
  - 郵差 (Il Postino) - 米拉麥克斯影業 - Gaetano Daniele, Mario Cecchi Gori, Vittorio Cecchi Gori  義大利語  西班牙語
  - 理性與感性 (Sense and Sensibility) - 哥伦比亚影业公司 - Lindsay Doran

1996年
- 英倫情人 (The English Patient) - 米拉麥克斯影業 - 索尔·扎恩兹
  - 冰血暴 (Fargo) - Gramercy Pictures - 伊森·柯恩
  - 征服情海 (Jerry Maguire) - 三星影業 - 詹姆士·L·布魯克斯, Laurence Mark, Richard Sakai, 卡梅伦·克罗
  - 秘密与谎言 (Secrets and Lies) - October Films - Simon Channing Williams
  - 鋼琴師 (Shine) - Fine Line Features - Jane Scott

1997年
- 泰坦尼克号 (Titanic) - 派拉蒙影片公司 - 詹姆斯·卡梅隆, 乔恩·兰多
  - 愛在心裡口難開 (As Good As It Gets) - 索尼经典影业公司 - 詹姆士·L·布魯克斯, Bridget Johnson, Kristi Zea
  - 一路到底：脫線舞男 (The Full Monty) - 二十世纪福克斯公司 - 烏貝托·帕索里尼
  - 心靈捕手 (Good Will Hunting) - 米拉麥克斯影業 - Lawrence Bender
  - 鐵面特警隊 (L.A. Confidential) - 华纳兄弟影业公司 - 艾農·米爾臣, 柯蒂斯·汉森, Michael G. Nathanson

1998年
- 莎翁情史 (Shakespeare in Love) - 米拉麥克斯影業 - David Parfitt, Donna Gigliotti, 哈維·溫斯坦, 愛德華·茲維克, Marc Norman
  - 傳奇女王伊莉莎白 (Elizabeth) - Gramercy Pictures - Alison Owen, 艾瑞克·費納, 蒂姆·貝文
  - 美丽人生 (Life Is Beautiful/Le Vita è bella) - 米拉麥克斯影業 - Elda Ferri, Gianluigi Braschi  義大利語
  - 搶救雷恩大兵 (Saving Private Ryan) - 梦工场电影公司 - 史蒂芬·史匹柏, Ian Bryce, Mark Gordon, Gary Levinsohn
  - 紅色警戒 (The Thin Red Line) - 二十世纪福克斯公司 - Robert Michael Geisler, John Roberdeau, Grant Hill

1999年
- 美國心玫瑰情 (American Beauty) - 梦工场电影公司 - Bruce Cohen, Dan Jinks
  - 心塵往事 (The Cider House Rules) - 米拉麥克斯影業 - Richard N. Gladstein
  - 綠色奇蹟 (The Green Mile) - 华纳兄弟影业公司 - David Valdes, 法蘭·達拉本特
  - 驚爆內幕 (The Insider) - 博伟影业公司 - 麥可·曼恩, Pieter Jan Brugge
  - 靈異第六感 (The Sixth Sense) - 博伟影业公司 - 法蘭克·馬歇爾, 凱斯琳·甘迺迪, Barry Mendel

### 2000年代
2000年（73rd）
- 神鬼戰士 (Gladiator) - 梦工场电影公司 - Douglas Wick, David Franzoni, Branko Lustig
  -  (Chocolat) - 米拉麦克斯影业公司 - David Brown, Kit Golden, Leslie Holleran
  - 臥虎藏龍 (Crouching Tiger, Hidden Dragon) - 索尼经典影业公司 - 江志強, 徐立功, 李安  华语
  - 永不妥协 (Erin Brockovich) - 环球影视公司 - 丹尼·德维托, Michael Shamberg, 史黛西·舒爾
  - 天人交戰 (Traffic) - USA Films - 愛德華·茲維克, Marshall Herskovitz, Laura Bickford

2001年（74th）
- 美麗境界 (A Beautiful Mind) - 环球影视公司 - 布萊恩·葛瑟, 朗·霍華
  -  (Gosford Park) - USA Films - 勞勃·阿特曼, 鮑勃·巴拉班, David Levy
  -  (In the Bedroom) - 米拉麦克斯影业公司 - Graham Leader, Ross Katz, Todd Field
  - 魔戒首部曲：魔戒現身 (The Lord of the Rings:The Fellowship of the Ring) - 新线电影公司 - 彼得·杰克逊, Barrie M. Osborne, 法蘭·華許
  -  (Moulin Rouge!) - 二十世纪福克斯公司 - Fred Baron, Martin Brown, 巴茲·雷曼

2002年（75th）
- 芝加哥 (Chicago) - 米拉麦克斯影业公司 - Martin Richards
  -  (Gangs of New York) - 米拉麦克斯影业公司 - Alberto Grimaldi, 哈維·溫斯坦
  -  (The Hours) - 派拉蒙影片公司 - 斯科特·魯丁, Robert Fox
  - 魔戒二部曲：雙城奇謀 (The Lord of the Rings: The Two Towers) - 新线电影公司 - 彼得·杰克逊, Barrie M. Osborne, 法蘭·華許
  - 戰地琴人 (The Pianist) - 焦点电影公司 - 羅曼·波蘭斯基, Robert Benmussa, Alain Sarde

2003年（76th）
- 魔戒三部曲：王者再臨 (The Lord of the Rings: The Return of the King) - 新线电影公司 - 彼得·杰克逊, Barrie M. Osborne, 法蘭·華許
  - 怒海爭鋒：極地征伐 (Master and Commander: The Far Side of the World) - 二十世纪福克斯公司 - Samuel Goldwyn Jr., 彼得·威尔, Duncan Henderson
  - 愛情，不用翻譯 (Lost in Translation) - 焦点电影公司 - Ross Katz, 蘇菲亞·柯波拉
  - 壮志奔腾 (Seabiscuit) - 环球影视公司 - 凱斯琳·甘迺迪, 法蘭克·馬歇爾, 蓋瑞·羅斯
  - 神秘河流 (Mystic River) - 华纳兄弟影业公司 - Robert Lorenz, Judie Hoyt, 克林·伊斯威特

2004年 （77th）
- 登峰造擊 (Million Dollar Baby) - 华纳兄弟影业公司 - 克林·伊斯威特, Albert S. Ruddy, Tom Rosenberg
  - 神鬼玩家 (The Aviator) - 米拉麦克斯影业公司 - 麥可·曼恩, Graham King
  -  (Finding Neverland) - 米拉麦克斯影业公司 - Richard N. Gladstein, Nellie Bellflower
  -  (Ray) - 环球影视公司 - 泰勒·哈克佛, Stuart Benjamin, Howard Baldwin
  - 尋找新方向 (Sideways) - 二十世纪福克斯公司 - Michael London

2005年 （78th）
- 衝擊效應 (Crash) - 狮门影业公司 Arclight Films - 保罗·哈吉斯, Cathy Schulman
  - 断背山 (Brokeback Mountain) - 焦点电影公司 - Diana Ossana, 詹姆斯·夏慕斯
  - 柯波帝：冷血告白 (Capote) - 索尼经典影业公司 米高梅影片公司 - Caroline Baron, William Vince, Michael Ohoven
  -  (Good Night, and Good Luck.) - 华纳兄弟影业公司 - 葛蘭·海斯洛夫
  - 慕尼黑 (Munich) - 环球影视公司 - 凱斯琳·甘迺迪, 史蒂芬·史匹柏, Barry Mendel

2006年（79th）
- 神鬼無間 (The Departed) - 华纳兄弟影业公司 - Graham King
  - 火線交錯 (Babel) - 派拉蒙影片公司 - 阿利安卓·崗札雷·伊納利圖, Jon Kilik, Steve Golin
  - 來自硫磺島的信 (Letters from Iwo Jima) - 派拉蒙影片公司 - 克林·伊斯威特, 史蒂芬·史匹柏, Robert Lorenz  日語
  - 小太陽的願望 (Little Miss Sunshine) - 二十世纪福克斯公司 - David T. Friendly, Peter Saraf, Marc Turtletaub
  - 黛妃與女皇 (The Queen) - 米拉麦克斯影业公司 - Andy Harries, Christine Langan, Tracey Seaward

2007年（80th）
- 險路勿近 (No Country for Old Men) - 米拉麦克斯影业公司 - 斯科特·魯丁, 科恩兄弟
  -  (Atonement) - 焦点电影公司 - 蒂姆·貝文, 艾瑞克·費納, Paul Webster
  - 鴻孕當頭 (Juno) - 二十世纪福克斯公司 - Lianne Halfon, Mason Novick, Russell Smith
  - 全面反擊 (Michael Clayton) - 华纳兄弟影业公司 - 薛尼·波勒, Jennifer Fox, Kerry Orent
  - 黑金企業 (There Will Be Blood) - 派拉蒙影片公司 - JoAnne Sellar, 保羅·湯瑪斯·安德森, Daniel Lupi

2008年（81st）
- 貧民百萬富翁 (Slumdog Millionaire) - 二十世纪福克斯公司 - Christian Colson
  - 班傑明的奇幻旅程 (The Curious Case of Benjamin Button) - 派拉蒙影片公司 - 凱斯琳·甘迺迪, 法蘭克·馬歇爾, Ceán Chaffin
  -  (Frost/Nixon) - 环球影视公司 - 布萊恩·葛瑟, 朗·霍華, 艾瑞克·費納
  -  (Milk) - 焦点电影公司 - Dan Jinks, Bruce Cohen
  -  (The Reader) - The Weinstein Company - 安東尼·明格拉, 薛尼·波勒, Donna Gigliotti, Redmond Morris

2009年（82nd）
- 危機倒數(The Hurt Locker) - 凯瑟琳·毕格罗,马克·鲍尔, Nicolas Chartier, Greg Shapiro
  - 阿凡達(Avatar) - 詹姆斯·卡梅隆, 乔恩·兰多
  - 攻其不備(The Blind Side) -  Gil Netter, Andrew A. Kosove, 布罗德里克·约翰逊
  - 第九禁區(District 9) - 彼得·杰克逊, Carolynne Cunningham
  - 名媛教育(An Education) - Finola Dwyer, Amanda Posey
  - 惡棍特工(Inglourious Basterds) - Lawrence Bender
  - 珍愛人生(Precious) - 李·丹尼尔斯,Sarah Siegel-Magness, Gary Magness
  - 正經好人(A Serious Man) - 科恩兄弟
  - 天外奇蹟(Up!) - Jonas Rivera
  - (Up in the Air) - Daniel Dubiecki,伊万·雷特曼,贾森·雷特曼

### 2010年代
2010年（第83屆）
- 《王者之聲：宣戰時刻》（The King's Speech）
  - 《真實的勇氣》（True Grit）
  - 《社群網戰》（The Social Network）
  - 《燃燒鬥魂》（The Fighter）
  - 《全面啟動》（Inception）
  - 《冰封之心》（Winter's Bone）
  - 《黑天鵝》（Black Swan）
  - 《性福拉警報》（The Kids Are All Right）
  - 《127小時》（127 Hours）
  - 《玩具總動員3》（Toy Story 3）

2011年（第84屆）
- 《大藝術家》（The Artist）
  - 《繼承人生》（The Descendants）
  - 《心靈鑰匙》（Extremely Loud and Incredibly Close ）
  - （The Help）
  - 《雨果的冒險》（Hugo）
  - 《午夜巴黎》（Midnight in Paris）
  - 《魔球》（Moneyball ）
  - 《永生樹》（The Tree of Life）
  - 《戰馬》（War Horse）

2012年（第85屆）
- 《亞果出任務》（Argo）
  - 《愛‧慕》（Amour）
  - 《南方的野兽》（Beasts of the Southern Wild）
  - 《派特的幸福劇本》（Silver Linings Playbook）
  - 《少年PI的奇幻漂流》（Life of Pi）
  - 《猎杀本·拉登》（Zero Dark Thirty）
  - 《決殺令》（Django Unchained）
  - 《林肯》（Lincoln）
  - 《悲慘世界》（Les Misérables）

2013年 （第86屆）
- 《自由之心》（12 Years A Slave）
  - 《地心引力》（"Gravity"）
  - 《达拉斯买家俱乐部》（"Dallas Buyer Club"）
  - 《瞞天大佈局》（"American Hustle"）
  - 《华尔街之狼》("The Wolf of Wall Street")
  - 《怒海劫》（"Captain Phillips"）
  - 《雲端情人》（"Her"）
  - 《遲來的守護者》（"Philomena"）
  - 《內布拉斯加》（"Nebraska"）

2014 (第87屆）
- 《飛鳥俠》（Birdman）
  - 《年少時代》（Boyhood）
  - 《塞尔玛游行》（Selma）
  - 《模仿游戏》（The Imitation Game）
  - 《愛的萬物論》（The Theory of Everything）
  - 《爆裂鼓手》（Whiplash）
  - 《美國狙擊手》（American Sniper）
  - 《布達佩斯大飯店》（The Grand Budapest Hotel）

2015 (第88屆）
- 《驚爆焦點》（Spotlight）
  - 《神鬼獵人》（The Revenant）
  - 《大賣空》（The Big Short）
  - 《間諜之橋》（Bridge of Spies）
  - 《愛在他鄉》（Brooklyn ）
  - 《疯狂的麦克斯：狂暴之路》（Mad Max: Fury Road）
  - 《絕地救援》（The Martian）
  - 《不存在的房間》（Room）

2016（第89屆）
- 《月光男孩》（Moonlight）
  - 《樂來越愛你》（La La Land）
  - 《異星入境》（Arrival）
  - 《心靈圍籬》（Fences）
  - 《血战钢锯岭》（Hacksaw Ridge）
  - 《赴汤蹈火》（Hell or High Water）
  - 《關鍵少數》（Hidden Figures）
  - 《漫漫回家路》（Lion）
  - 《海边的曼彻斯特》（Manchester by the Sea）

2017（第90屆）
- 《水底情深》（The Shape of Water）
  - 《以你的名字呼喚我》（Call Me by Your Name）
  - 《最黑暗的時刻》（Darkest Hour）
  - 《敦克爾克大行動》（Dunkirk）
  - 《逃出絕命鎮》（Get Out）
  - 《淑女鳥》（Lady Bird）
  - 《霓裳魅影》（Phantom Thread）
  - 《郵報：密戰》（The Post）
  - 《三块广告牌》（Three Billboards Outside Ebbing, Missouri）

2018（第91屆）
- 《幸福綠皮書》（Green Book）
  - 《黑豹》（Black Panther）
  - 《黑色黨徒》（BlacKkKlansman）
  - 《波希米亞狂想曲》（Bohemian Rhapsody）
  - 《真寵》（The Favourite）
  - 《羅馬》（Roma） 西班牙語
  - 《一個巨星的誕生》（A Star Is Born）
  - 《為副不仁》（Vice）

2019（第92屆）
- 《寄生上流》（Parasite） 韓語
  - 《賽道狂人》（Ford v Ferrari）
  - 《愛爾蘭人》（The Irishman）
  - 《兔嘲男孩》（Jojo Rabbit）
  - 《小丑》（Joker）
  - 《小婦人》 （Little Women）
  - 《婚姻故事》（Marriage Story）
  - 《從前，有個好萊塢》（Once Upon a Time in Hollywood）
  - 《1917》（1917）

### 2020年代
2020/21（第93屆）
- 《无依之地》 （Nomadland）
  - 《困在时间里的父亲》（The Father）
  - 《猶大與黑色彌賽亞》（Judas and the Black Messiah）
  - 《曼克》（Mank）
  - 《夢想之地》（Minari）
  - 《前程似锦的女孩》（Promising Young Woman）
  - 《金属之声》（Sound of Metal）
  - 《芝加哥七人案：驚世審判》（The Trial of the Chicago 7）

2021（第94屆）
- 《健听女孩》（CODA）
  - 《贝尔法斯特》（Belfast）
  - 《千萬別抬頭》（Don't Look Up）
  - 《在車上》（Drive My Car） 日語
  - 《沙丘》（Dune）
  - 《王者理查》（King Richard）
  - 《甘草比萨》（Licorice Pizza）
  - 《玉面情魔》（Nightmare Alley）
  - 《犬山記》（The Power of the Dog）
  - 《西城故事》（West Side Story）

2022（第95屆）
- 《媽的多重宇宙》（Everything Everywhere All at Once）
  - 《西线无战事》（All Quiet on the Western Front） 德語
  - 《阿凡達：水之道》（Avatar: The Way of Water）
  - 《伊尼舍林的女妖》（The Banshees of Inisherin）
  - 《貓王艾維斯》（Elvis）
  - 《法貝爾曼》（The Fabelmans）
  - 《TÁR塔爾》（Tár）
  - 《捍衛戰士：獨行俠》（Top Gun: Maverick）
  - 《悲情三角》（Triangle of Sadness）
  - 《女人们的谈话》（Women Talking）

2023（第96屆）
- 《奧本海默》（Oppenheimer）
  - 《美国小说》 （American Fiction）
  - 《坠落的审判》（Anatomy of a Fall） 法語
  - 《Barbie芭比》（Barbie）
  - 《滯留生》（The Holdovers）
  - 《花月殺手》（Killers of the Flower Moon）
  - 《音乐大师》（Maestro）
  - 《之前的我們》（Past Lives）
  - 《可憐的東西》（Poor Things）
  - 《利益区域》（The Zone of Interest） 德語

2024（第97屆）
- 《阿诺拉》（Anora）
  - 《粗野派》 （The Brutalist）
  - 《巴布狄倫：搖滾詩人》（A Complete Unknown）
  - 《教宗選戰》（Conclave）
  - 《沙丘：第二部》（Dune: Part Two）
  - 《璀璨女人夢》（Emilia Pérez） 西班牙語
  - 《我仍在此》（I'm Still Here） 葡萄牙語
  - 《五分钱男孩》（Nickel Boys）
  - 《懼裂》（The Substance）
  - 《魔法壞女巫》（Wicked）

## 多次獲獎者
3次
- 山姆·史匹格—《岸上風雲》(1954)、《桂河大橋》(1957)、《阿拉伯的劳伦斯》(1962)
- 索尔·扎恩兹—《飛越杜鵑窩》(1975)、《阿瑪迪斯》(1984)、《英倫情人》(1996)

2次
- 克林·伊斯威特—《殺無赦》(1992)、《登峰造擊》(2004)
- 亞瑟·弗里德—《金粉世界》(1958)、《花都舞影》(1951)
- 蒂蒂·嘉納（英语：Dede Gardner）—《自由之心》(2013)、《月光下的藍色男孩》(2016)
- 傑瑞米·克雷納（英语：Jeremy Kleiner）—《自由之心》(2013)、《月光下的藍色男孩》(2016)
- 布蘭科·拉斯蒂格（英语：Branko Lustig）—《辛德勒的名單》(1993)、《神鬼戰士》(2000)
- 艾伯特·魯迪（英语：Albert S. Ruddy）—《教父》(1972)、《登峰造擊》(2004)
- 罗伯特·怀斯—《西城故事》(1961)、《真善美》(1965)

## 入圍和獲獎的製片公司統計
| 製片公司                          | 入圍次數 | 獲獎次數 |
| --------------------------------- | -------- | -------- |
| 哥倫比亞影業                      | 56       | 12       |
| 派拉蒙影業                        | 22       | 11       |
| 二十世紀影業                      | 63       | 9        |
| 米高梅                            | 40       | 9        |
| 环球影业                          | 36       | 9        |
| 华纳兄弟影业                      | 27       | 9        |
| 探照灯影业                        | 22       | 5        |
| 米拉麥克斯影業                    | 16       | 4        |
| 梦工厂                            | 13       | 4        |
| 猎户座影业                        | 8        | 4        |
| B计划娱乐                         | 8        | 3        |
| A24                               | 7        | 2        |
| 溫斯坦影業                        | 6        | 2        |
| 塞爾茲尼克國際影業公司            | 5        | 2        |
| 雷电华电影                        | 11       | 1        |
| 塞缪尔·戈德温制作公司             | 8        | 1        |
| Apple                             | 3        | 1        |
| 雙城影業                          | 3        | 1        |
| 新線影業                          | 3        | 1        |
| 霓虹制片公司                      | 4        | 2        |
| Hear/Say Productions              | 2        | 1        |
| 焦点影业                          | 12       | 0        |
| Netflix                           | 9        | 0        |
| 试金石影业                        | 6        | 0        |
| 安纳布尔纳影业                    | 5        | 0        |
| 华特迪士尼影片                    | 4        | 0        |
| 大都会制片公司                    | 3        | 0        |
| 亞馬遜米高梅工作室                | 3        | 0        |
| 皮克斯动画工作室                  | 2        | 0        |
| 好莱坞影片                        | 2        | 0        |
| 卡多制片公司（The Caddo Company） | 2        | 0        |
| 华特·瓦格纳制片公司               | 2        | 0        |
| 水星剧场                          | 2        | 0        |

## 外部連結
- 奧斯卡獎官方網站資料庫